# Bob Guccione
Bob Guccione all'anagrafe Robert Charles Joseph Edward Sabatini Guccione (New York, 17 dicembre 1930 – Plano, 20 ottobre 2010) è stato un editore, disegnatore e produttore cinematografico statunitense: fondatore della rivista per adulti Penthouse, di cui è stato editore fino alle sue dimissioni nel novembre 2003.

## Biografia
Bob Guccione nasce a Brooklyn, New York, da Anthony e Nina Guccione e cresce a Bergenfield, New Jersey. La sua famiglia è di origine siciliana e suo padre fa il ragioniere. Viene allevato come cattolico e considera l'idea di diventare sacerdote prima di decidere di intraprendere una carriera da artista. Nel 1948 si diploma alla Blair Academy, un collegio privato di Blairstown. All'età di 18 anni sposa Lilyann Becker, sua prima moglie, dalla quale ha una bambina, Tonina. Presto il matrimonio fallisce.
Nei successivi 12 anni viaggia in Europa e Nordafrica facendo ritratti dei turisti nei caffè e svolgendo lavori occasionali. A Tangeri conosce Muriel Hudson, una cantante inglese. Viaggiano insieme per diversi anni, si sposano nel 1955 e hanno 4 figli: Bob Jr., Nina, Anthony e Nick. Nel 1960 si stabiliscono a Londra, dove Guccione gestisce una catena di lavanderie e scrive e disegna per un settimanale chiamato The London American. Si dedica al business della vendita per corrispondenza di numeri arretrati di riviste per adulti. L'affare però va male, Guccione si indebita profondamente e la moglie lo lascia portando via con sé i bambini.
Nel 1965, grazie ad un prestito bancario di 1.170 dollari, Guccione inizia la pubblicazione di Penthouse, rivista per adulti creata allo scopo di far concorrenza a Playboy. Edita inizialmente in Inghilterra, nel 1969 Penthouse sbarca anche negli Stati Uniti d'America. Rispetto alla concorrente Playboy, la rivista di Guccione presenta contenuti più sensazionalistici, espliciti e si rivolge ad un pubblico di media cultura. Penthouse è la prima pubblicazione a mostrare il pelo pubico delle modelle, rappresentazioni di rapporti lesbici, un nudo frontale completo ed il clitoride. A causa della iniziale mancanza di denaro e risorse, Guccione stesso fotografa la maggior parte delle modelle che appaiono sui primi numeri della rivista. Applica molto spesso un diffuso effetto flou alle sue fotografie, rendendolo uno dei marchi distintivi della rivista.
Con il crescente successo di Penthouse, Guccione adotta uno stile di vita sempre più dedicato al lusso. Si interessa al collezionismo di opere d'arte ed inizia ad acquistare quadri di celebri artisti di grande valore. La sua collezione personale comprende opere di Amedeo Modigliani, Pablo Picasso, Sandro Botticelli, Albrecht Dürer, El Greco, Marc Chagall, Salvador Dalí, Giorgio de Chirico, Edgar Degas, Fernand Léger, Henri Matisse, Jules Pascin, Camille Pissarro, Pierre-Auguste Renoir, Georges Rouault, Chaïm Soutine, Hans Holbein il Giovane, Luciano Borzone, Vincent van Gogh ed Henri de Toulouse-Lautrec.
Nel 1979 produce il film Caligola per la regia di Tinto Brass.
Muore il 20 ottobre 2010 al Plano Specialty Hospital di Plano, in Texas, a causa di un cancro ai polmoni.